# Artère hypophysaire inférieure
L'artère hypophysaire inférieure est une artère systémique paire de la tête. Elle contribue à la vascularisation de la l'hypophyse.

## Origine
L'artère hypophysaire inférieure nait de la partie caverneuse de l'artère carotide interne.

## Trajet
L'artère hypophysaire inférieure passe à travers le sinus caverneux pour vasculariser la face postéro-latérale de l'hypophyse (neurohypophyse).
Elle peut s'anastomoser avec l'artère hypophysaire supérieure.

## Anatomie fonctionnelle
Le système vasculaire hypophysaire est un élément central du système endocrinien.
La circulation hypophysaire permet une transmission rapide des signaux hormonaux hypothalamiques vers l’adénohypophyse, ce qui garantit une régulation fine des fonctions endocrines majeures : croissance, reproduction, métabolisme, et réponse au stress.
Le lobe postérieur reçoit directement des axones hypothalamiques qui libèrent les hormones dans les capillaires de l’artère hypophysaire inférieure.

## Aspect clinique
La connaissance précise de la vascularisation hypophysaire est cruciale en neurochirurgie, notamment lors des interventions par voie trans-sphénoïdale pour l’exérèse des adénomes hypophysaires.
Une lésion des artères hypophysaires peut entraîner des troubles endocriniens sévères, comme l’insuffisance antéhypophysaire ou un diabète insipide central si la neurohypophyse est compromise.
Les accidents vasculaires touchant la vascularisation hypophysaire sont rares mais redoutables, pouvant se manifester par une apoplexie hypophysaire, urgence neuroendocrinienne nécessitant une prise en charge rapide.